# جون إف. لاسي
جون إف. لاسي هو محامي وضابط وسياسي أمريكي، ولد في 30 مايو 1841 في نيو مارتينسفيل في الولايات المتحدة، وتوفي في 29 سبتمبر 1913 في أوسكلوسا في الولايات المتحدة. نشط حزبياً في الحزب الجمهوري. وقد انتخب عضو مجلس نواب ولاية آيوا ‏ وانتخب عضو مجلس النواب الأمريكي ‏.